# Trästabron
Trästabron är en högbro över Väddöviken i Norrtälje kommun. Bron invigdes i november 1998.

## Historik
Trästabron är en av tre broar som förbinder Väddö med fastlandet. Innan Trästabron byggdes fanns en färja över Väddöviken, som förr kallades Fjällströmmen. Viken är här 105 meter bred och trafikerades fram till 1998 av Vägverkets färja ”Theresia”. På fastlandet ligger Trästa och på Väddö ligger Fjäll. Den första färjan gick här redan under några år på 1720-talet. År 1937 kom den första motorfärjan och Theresia från Vaxholm har trafikerat Trästaleden sedan 1980.
Arbetena med en högbro började i juni 1997 och utfördes helt i Vägverkets regi. Bron, som ritades av Vägverkets arkitekt Sven Werner, är 375 meter lång och har 17 meter segelfri höjd. Trästabron invigdes i november 1998 och kan nyttjas av fordonstrafik, cyklar och gående.
Vid brofäste på Väddösidan finns en milstolpe på kallmurat fundament (RAÄ-nummer Väddö 218:1) med text: ½  Upprest af Wäddö och Häfwerö Skeppslag.

## Bildgalleri

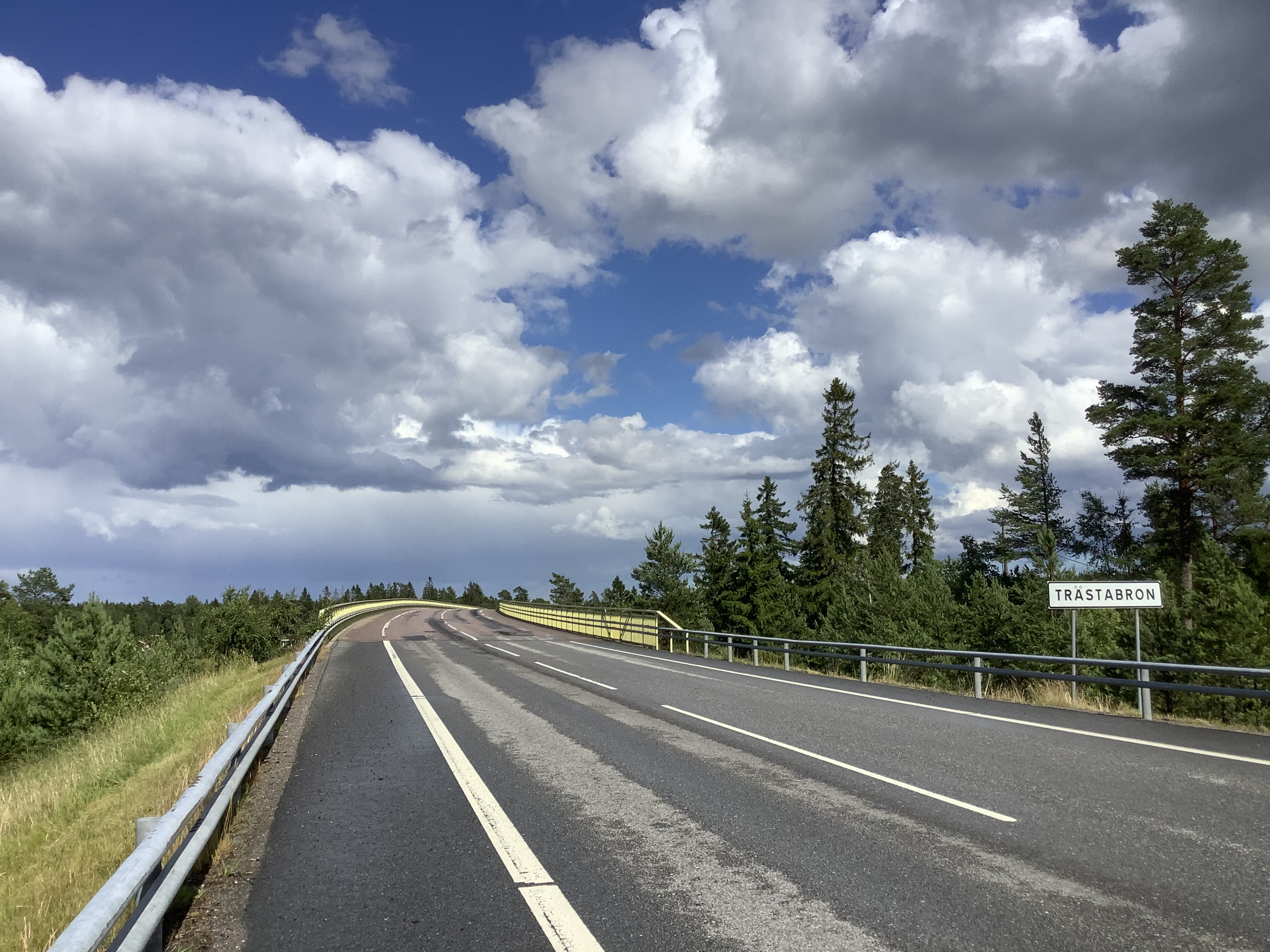
Mot Trästabron från länsväg 283.
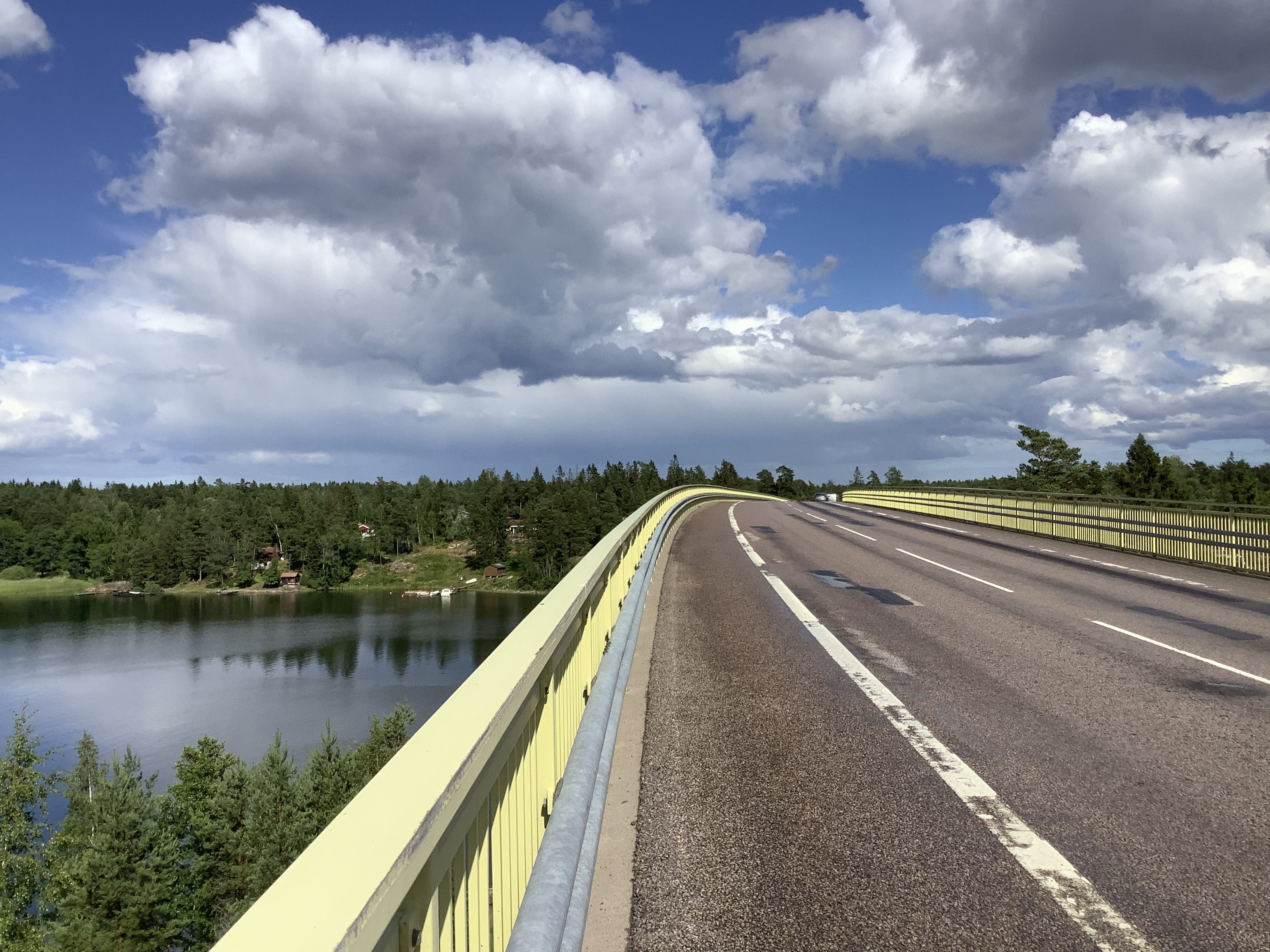
Trästabron sedd från fastlandet mot Väddö.
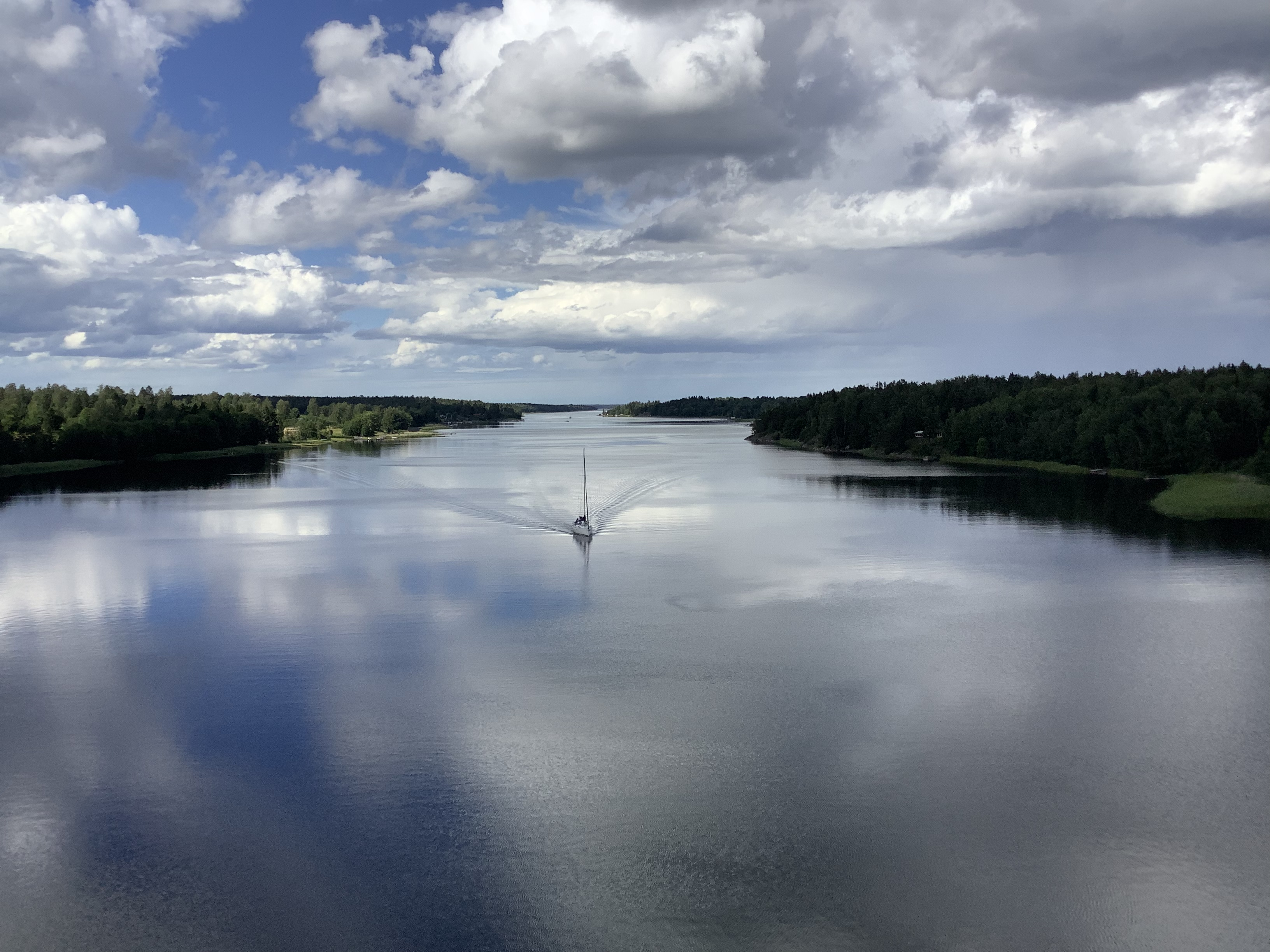
Utsikt mot söder från Trästabron.
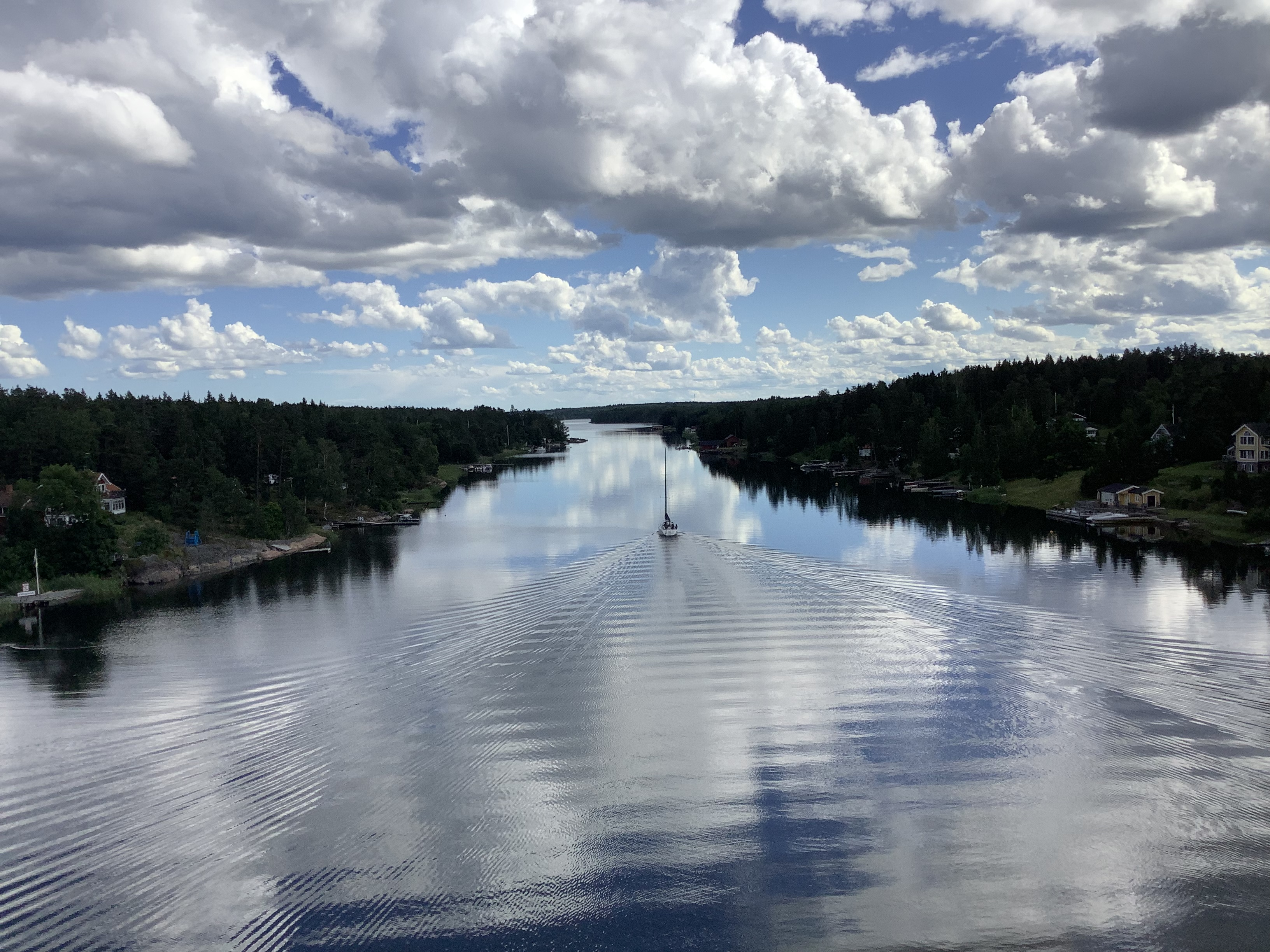
Utsikt mot norr från Trästabron.